# Thomas Burgartz
Thomas Burgartz (* 1970) ist ein deutscher Wirtschaftswissenschaftler. 

## Leben
Burgartz studierte Betriebswirtschaftslehre und Ingenieurwesen an der TU Dortmund und an der Universität Duisburg-Essen. Am Lehrstuhl für Unternehmensrechnung und Controlling der TU Dortmund war er als Wissenschaftlicher Mitarbeiter tätig und promovierte zum Thema Kennzahlengestütztes Kundenbeziehungs-Controlling. Nach Projekten im Ausland (u. a. Taiwan) wurde er 2008 zum Professor an der privaten Fachhochschule Business and Information Technology School (heute University of Europe for Applied Sciences) in Iserlohn ernannt. Seit 2014 ist er Dekan für den Fachbereich Wirtschaft und war Studiengangsleiter für verschiedene Bachelor- sowie Master-Programme. Zu seinen Forschungs- und Lehr-Schwerpunkten gehören Kundenbeziehungsmanagement, Marketing- und Vertriebsmanagement sowie -controlling, darüber hinaus auch Eventmanagement und -controlling.
Thomas Burgartz war Mitglied des Vorstandes der in Dortmund ansässigen Gesellschaft für Controlling und Leiter der von Thomas Reichmann gegründeten Controlling-Akademie – Gesellschaft für Unternehmensanalyse.

## Veröffentlichungen (Auswahl)
- Risikoorientiertes Kundenbeziehungsmanagement – Fokus auf die Kausalkette im Kundenbeziehungsmanagement. In: Controlling, 32. Jg. (2020), Heft 4, Juni, S. 38–45.
- Kennzahlengestütztes Controlling der Preiskommunikation. In: Preiskommunikation – Strategische Herausforderungen und innovative Anwendungsfelder, Regine Kalka, Andreas Krämer (Hrsg.) S. 435–448, 2020.
- A Small Step from Price Competition to Price War: Understanding Causes, Effects and Possible Countermeasures. In: International Business Research, Vol. 9, No. 3, März 2016, S. 1–13.
- Controlling von innovativen Preismodellen – Status Quo, Anforderungen und praktische Umsetzung am Beispiel „Pay-What-You-Want“. In: Controlling, 28. Jg. (2016), Heft 6, Juni, S. 325–333.
- Managing in a VUCA World, Springer International 2016 (mit Mack, Oliver; Anshuman, Khare; Krämer, Andreas (Hrsg.)). ISBN 978-3-319-16888-3
- Controlling in einem globalen Markt. Frankfurt am Main 2008 (mit Berens, Wolfgang; Hoffjan, Andreas (Hrsg.)) ISBN 978-3-631-58575-7
- Kennzahlengestütztes Kundenbeziehungs-Controlling. Lang, Frankfurt am Main 2008. ISBN 978-3-631-57747-9